# Kwas diaminopimelinowy
Kwas diaminopimielinowy, DAP – organiczny związek chemiczny z grupy aminokwasów będący pochodną lizyny (zawiera dodatkową grupę karboksylową w pozycji ε).
Jest składnikiem charakterystycznym dla ścian komórkowych niektórych bakterii Gram-ujemnych. Postać mezo DAPu jest kluczowym składnikiem większości bakterii chorobotwórczych. Niedobór tego kwasu w podłożu powoduje, że bakterie nie mogą wytworzyć peptydoglikanu o stabilnej strukturze. Jest także miejscem wiązania lipoproteiny Brauna.